# Amt Anklam-Land
Amt Anklam-Land – niemiecki związek gmin leżący w kraju związkowym Meklemburgia-Pomorze Przednie, w powiecie Vorpommern-Greifswald. Siedziba związku znajduje się w miejscowości Spantekow. Powstał 1 stycznia 2005.
W skład związku wchodzi 18 gmin wiejskich (Gemeinde):
1. Bargischow
2. Blesewitz
3. Boldekow
4. Bugewitz
5. Butzow
6. Ducherow
7. Iven
8. Krien
9. Krusenfelde
10. Medow
11. Neetzow-Liepen
12. Neu Kosenow
13. Neuenkirchen
14. Postlow
15. Rossin
16. Sarnow
17. Spantekow
18. Stolpe an der Peene

## Zmiany administracyjne
- 1 stycznia 2014
  - utworzenie gminy Neetzow-Liepen z gmin Neetzow i Liepen